# Centro Financeiro Internacional de Cantão
O Guangzhou Twin Towers West Tower é um arranha-céus de 103 andares , em Zhujiang Avenue West, Tianhe District na cidade de Guangzhou, China.
A construção do Guangzhou Twin Towers West Tower, desenhado por Wilkinson Eyre, começou em 2005, e foi concluída em 2010. As torres gêmeas se tornaram um dos maiores edifícios em Guangzhou e na China, e servem de centro de conferências, hotel e abriga escritórios. Os primeiros 69 andares do Guangzhou Twin Towers West Tower foram planejados para serem usados como escritórios, os andares 70 a 98 serão hotéis e os andares 99 e 100 serão postos de observação.